# The Broken Spur (film 1921)
The Broken Spur è un film muto del 1921 prodotto e diretto da Ben F. Wilson su un soggetto e la sceneggiatura di J. Grubb Alexander.
Ambientato nei territori canadesi del Nord-Ovest, il film aveva come interpreti Jack Hoxie (protagonista in un doppio ruolo), Evelyn Nelson, Jim Welch, Wilbur McGaugh, Edward W. Borman, Harry Rattenberry, Marin Sais.

## Trama
I problemi di "Silent" Joe Dayton, un ingegnere civile che lavora per le ferrovie del Nord-Ovest in Canada, cominciano per la sua sfortunata somiglianza con il bandito Jacques Durand. Capita, infatti, che la sua fidanzata, 'Angel' Lambert, scambi Durand per lui vedendolo insieme a un'altra donna e, gelosa, pensa che Joe le sia infedele. Quando poi Durand ruba le paghe della ferrovia, l'equivoco sulla sua identità porta sia al suo arresto che a quello di Dayton. Uno sperone rotto, trovato sul luogo della rapina, dimostrerà la responsabilità del vero colpevole e Joe potrà liberarsi anche dei sospetti suscitati in Angel che adesso si rende conto che l'uomo che aveva visto non era il suo fidanzato.

## Produzione
Il film fu prodotto dalla Ben Wilson Productions. Jack Hoxie, il protagonista della storia, fu affiancato dal fratello Al Hoxie che gli fece da controfigura nelle scene in cui dovevano apparire contemporaneamente i due personaggi (due sosia) interpretati dall'attore.

## Distribuzione
Distribuito dalla Arrow Film Corporation, il film uscì nelle sale statunitensi nel luglio 1921.
Non si conoscono copie ancora esistenti della pellicola che viene considerata presumibilmente perduta.